# Menhir von Bodquelen

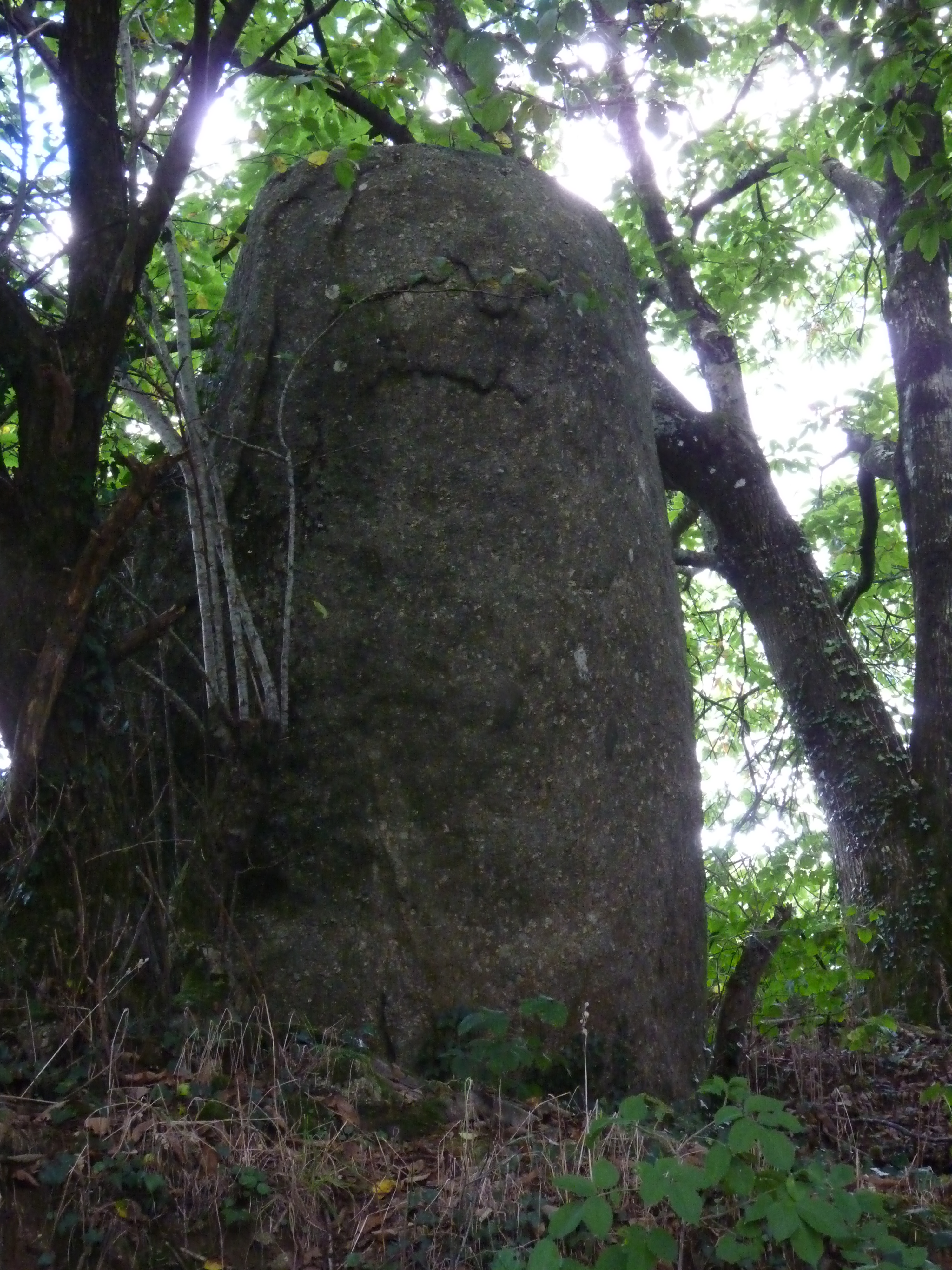
Menhir von Bodquelen

Der Menhir von Bodquelen steht im Wald nördlich des Weilers Bodquelen, nordöstlich von Canihuel im Département Côtes-d’Armor in der Bretagne in Frankreich.
Der massige Menhir aus grobkörnigem Granit ist etwa 3,8 m hoch, 2,38 m breit und 2,2 m dick.
Er wurde 1969 als Monument historique registriert. 
In der Nähe stehen die drei Menhire von Goresto.